# Riley the Cop
Riley the Cop is een Amerikaanse filmkomedie uit 1928 onder regie van John Ford. De film werd destijds in Nederland uitgebracht onder de titel Janus de diender.

## Verhaal
Aan de New Yorkse politieagent James Riley wordt gevraagd of hij zijn buurjongen David Collins wil ophalen. Nadat hij is beticht van diefstal, mijdt David de stad en leidt nu een zondig leven in Berlijn. Al snel bezwijkt Riley zelf voor het zondige leven van Berlijn.

## Rolverdeling
| Acteur               | Personage       |
| -------------------- | --------------- |
| J. Farrell MacDonald | James Riley     |
| Nancy Drexel         | Mary Coronelli  |
| David Rollins        | David Collins   |
| Louise Fazenda       | Lena Krausmeyer |